# Stenocidnus flavicans
Stenocidnus flavicans là một loài bọ cánh cứng trong họ Cerambycidae.